# Déri Miksa

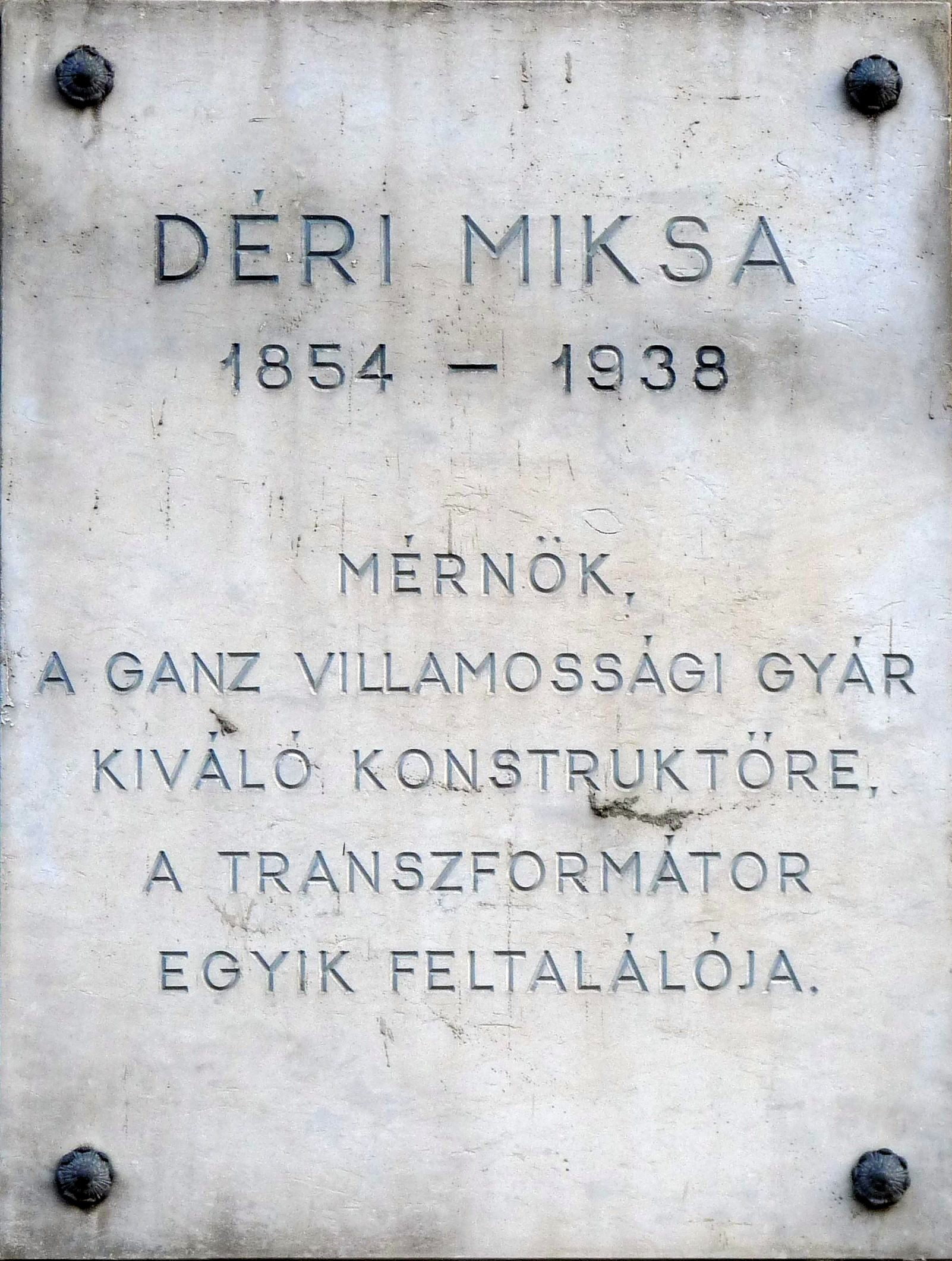
Emléktáblája Budapesten

Déri Miksa (szül. Deutsch, Bács, 1854. október 24. – Merano, Olaszország, 1938. március 3.) mérnök, feltaláló, erőműépítő.

## Élete, munkássága
Gazdag kereskedőcsalád leszármazottja. Tanulmányait a budapesti Műegyetem Mérnöki karán és a Bécsi Műszaki Egyetemen végezte, ahol vízépítő mérnöki oklevelet szerzett 1877-ben. Az egyetem befejeztével Budapesten és Szegeden a Folyammérnöki Hivatalban dolgozott, részt vett a Duna és a Tisza szabályozási terveinek elkészítésében. Ezzel párhuzamosan elektrotechnikai kérdésekkel foglalkozott, s ennek révén ismerkedett meg Zipernowsky Károllyal 1882-ben, és a Ganz gyár elektrotechnikai osztályára került. A két feltaláló első közös munkája egy SW típusú generátorként és motorként is üzemeltethető, öngerjesztésű váltakozó áramú gép volt, melyet 1883-ban kezdtek el gyártani. 1883-tól a villamossági osztály bécsi képviselője volt.
Mechwart Andrással is dolgozott, akivel együtt alkották meg azt a motort, ami a Keleti pályaudvar világítását szolgálta.
1885-ben Bláthy Ottó Titusszal hárman közösen alkották meg az első energiaátvitelre alkalmas transzformátort, az „indukciós készülékeken nyugvó erőátviteli és elosztási rendszert”, amelyen a kísérleti munka oroszlánrészét ő végezte. Ezt a szerkezetet ZBD néven ismerte meg a világ. (Zipernowsky–Bláthy–Déri) Ez a példány 100 V fölötti transzformátor volt. Bemutatták a műegyetemen, és az 1896-os párizsi világkiállításon is. Az akkori mérések 98%-os hatásfokot mértek. Ezzel a transzformátorral végre lehetséges volt az elektromos áramot nagy távolságra is szállítani.
1889-ben Bécs világításának koncesszióját a Ganz nyerte el, és az Union Bankkal közösen alapította meg a Nemzetközi Villamossági Részvénytársaságot. Déri Miksa ennek kötelékébe lépett, és igazgatóként ő szervezte meg és rendezte be a bécsi villamos erőművet.
1892-ben a Ganz gyár megépítette a Rómától 26 km-re lévő Tivoli vízi erőművet, és távvezetéket.
1897-ben szabadalmaztatta az örvényáramú fékrendszerét.
1898-ban egyfázisú repulziós motorként induló felvonómotort dolgozott ki, mely felgyorsulás után aszinkron motorként működött tovább. Az 1903–1904-es években dolgozta ki azt a két kefe rendszerű egyfázisú repulziós motort, amelyet a világ szakmai irodalma máig is Déri-motor néven ismer.
1898–1902 között kompenzált egyenáramú gépet dolgozott ki, melynél a kompenzáló tekercselés nagy teljesítmény és nagy feszültség esetén legtökéletesebben kiegyenlítette az armatúra reakciót.
1938. március 3-án hunyt el 83 éves korában.

## Elismerései
- 1900 Párizs. Grand prix díj
- Magyar Elektrotechnikai Egyesület és a Nemzetközi Villamossági Részvénytársaság tiszteletbeli tagja
- Electrotechnischer Verein in Wien tiszteletbeli tagja
- Electrotechnischer Verein Berlin levelező tagja
- 1908 Magyar királyi udvari tanácsos
- 1909 Magyar királyi udvar előkelő tagja
- A Magyar Elektrotechnikai Egyesület díjat alapított emlékére
- Budapesten utcát neveztek el róla
- Több iskola is viseli a nevét
- Déri Miksa Ipari Szakközépiskola (Szeged)

## Képek

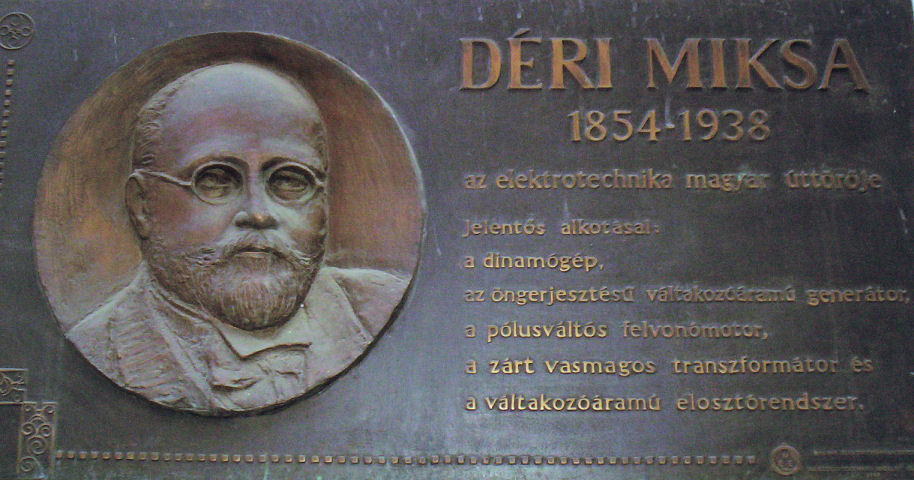
Déri Miksa emléktáblája Baján
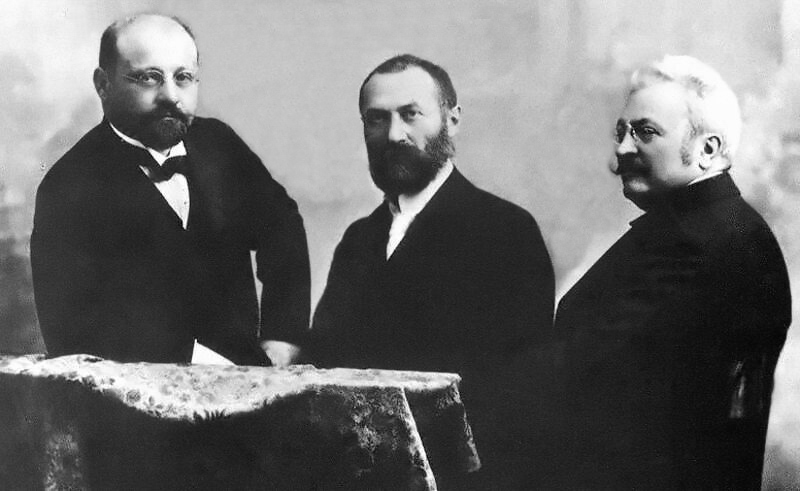
A transzformátor kidolgozói
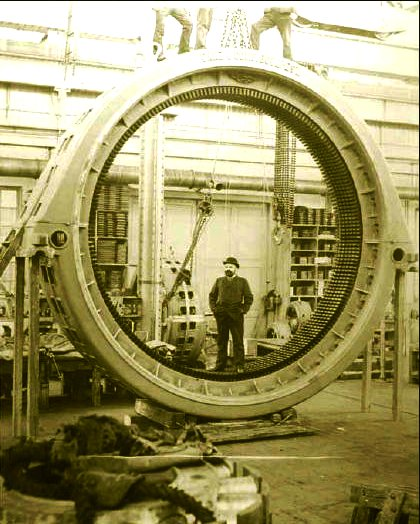
Déri Miksa a Tivoli Erőmű generátorának állórészével